# Archidiecezja Saint John’s
Archidiecezja Saint John’s – archidiecezja rzymskokatolicka w Kanadzie. Została erygowana w 1784 jako prefektura apostolska Nowej Fundlandii. W 1796 podniesiona do rangi wikariatu apostolskiego. Diecezja od 1847. Przemianowana na diecezję Saint John’s (Nowa Fundlandia) w 1856. Archidiecezja od 1904.

## Lista biskupów

### Prefekci apostolscy
- James Louis O’Donel OFM, 1784–1796

### Wikariusze apostolscy
- James Louis O’Donel OFM, 1796–1806
- Patrick Lambert OFM, 1807–1816
- Thomas Scallan OFM, 1816–1830
- Michael Anthony Fleming OFM, 1830–1847

### Biskupi Nowej Fundlandii
- Michael Anthony Fleming OFM, 1847–1850
- John Thomas Mullock OFM, 1850–1856

### Biskupi Saint John’s
- John Thomas Mullock OFM, 1856–1869
- Thomas James Power, 1870–1893
- Michael Francis Howley, 1894–1904

- Michael Francis Howley, 1904–1914
- Edward Patrick Roche, 1915–1950
- Patrick James Skinner, 1951–1979
- Alphonsus Liguori Penney, 1979–1991
- James Hector MacDonald, 1991–2000
- Brendan O'Brien, 2000–2007
- Martin Currie, 2007–2018
- Peter Joseph Hundt, od 2018